# Mick Pini
Mick Pini, eigentlich Michele Giovanni Ferrari Pini (* 11. September 1949 in Leicester), ist ein italienischstämmiger Gitarrist, Sänger und Komponist. Entdeckt wurde er von dem Produzenten Mike Vernon.

## Leben
Mick Pini ist der Sohn italienischer Einwanderer, die in den 1940er Jahren nach England emigriert sind. Er ist in England geboren und aufgewachsen. Begonnen hat er mit dem Gitarrenspiel, als er neun Jahre alt war. Er gründete seine erste Band mit 15 Jahren, spielte in verschiedenen Formationen, viele Male auch mit der Band Baby im Cavern Club in Liverpool, wo sein Name im Mauerwerk verewigt wurde. Ebenfalls hatte er einige Auftritte im Marquee Club London.
Seine erste LP, die 1988 auf den Markt kam, war Unamerican Activities. Sie wurde von Mike Vernon produziert. Vertreten auf dieser LP sind ebenfalls Mick Clarke, Chris Farlowe und Blues N`Trouble.
Seine erste eigene CD Mick Wildman Pini wurde ebenfalls von Vernon produziert und von dem deutschen Musikmagazin Musikexpress mit fünf Sternen ausgezeichnet. Gastmusiker waren Paul Jones, Adrian Burns, Chris Youlden und Les Morgan. Europaweite Tourneen folgten, unter anderem das Bluesfestival in Budapest vor 20.000 Zuschauern. Im Jahr 1998 gewann die Mick-Pini-Band den Talking Blues Award für den Monat November.
Im Jahr 1999 produzierte Vernon erneut eine CD mit Mick Blues Gonna Be My Way. Im Jahr 2000 traf Mick Pini Jimmy Carl Black (Mitglied der Zappa-Band The Mothers of Invention) und sie nahmen gemeinsam die CD Hamburger Midnight, am Bass Roy Estrada (F.Z., Little Feat, Captain Beafheart) auf. Mick Pini und Jimmy Carl Black tourten gemeinsam in der Route66 Allstars Band.
Im Jahr 2003 erschien Blues Survivor, auf der alle Lieder aus Mick Pinis Feder stammen.
Mick Pini lebt seit 1997 mit seiner Frau Claudia, und seinen Stieftöchtern Daniela und Yvonne in Deutschland.
Er ist ein enger Freund und eine Inspiration für den schottischen Songwriter Simon Kempston.

## Diskografie
- 1988: Unamerican Activities (Produzent Mike Vernon), Bedrock Records
- 1989: Mick Wildman Pini – Blue Horizon, Brand New Records (Mike Vernon)
- 1995: Big Boss Man, Bloomberg Records
- 1997: Ain`t No Foolin – Stormy Monday
- 1999: Blues Gonna Be My Way, Brand New Productions (Mike Vernon)
- 1999: Come into My Kitchen (acoustic), Ton Art Creation
- 2000: Route 66 Allstars Band (live), Inkanish Records
- 2001: Route 66 Allstars Band (live), Inkanish Records
- 2001: Live in Steinbach (Pini, Black, Jesdinsky), Inkanish Records
- 2002: Hamburger Midnight (Pini, Black, Estrada), Inkanish Records
- 2003: Blues Survivor, GT Blues
- 2004: Live in Stuttgart
- 2005: How Blue Can You Get? (Pini, Black, Gillard), Inkanish Records
- 2005: Acoustic Solo, Mick Pini
- 2006: Live Wilbarston Hall, Mick Pini Band
- 2007: Live in Banbury, Mick Pini Band
- 2007: Moonshine (acoustic, Pini, Hartmann, Jesdinsky)
- 2008: Still Live, Mick Pini Band
- 2014: Pini Shopf, Jesdinsky, P.S.J.
- 2015: Happy with the Blues, Mick Pini
- 2016: Highfields Boy; Mick Pini (double acoustic CD)
- 2017: Jumping Blues; Uwe Jesdinsky, Mick Pini
- 2017: Well Kept Secret; Mick Pini & Strange Blues (EP)
- 2019: Into the Distance; Mick Pini
- 2021: Back Track, Craig Marshall (Produzent, Musiker)

| Personendaten    | Personendaten                                       |
| ---------------- | --------------------------------------------------- |
| NAME             | Pini, Mick                                          |
| ALTERNATIVNAMEN  | Pini, Michele Giovanni Ferrari (vollständiger Name) |
| KURZBESCHREIBUNG | englischer Musiker                                  |
| GEBURTSDATUM     | 11. September 1949                                  |
| GEBURTSORT       | Leicester, Vereinigtes Königreich                   |